# 静岡県道110号伊東港線

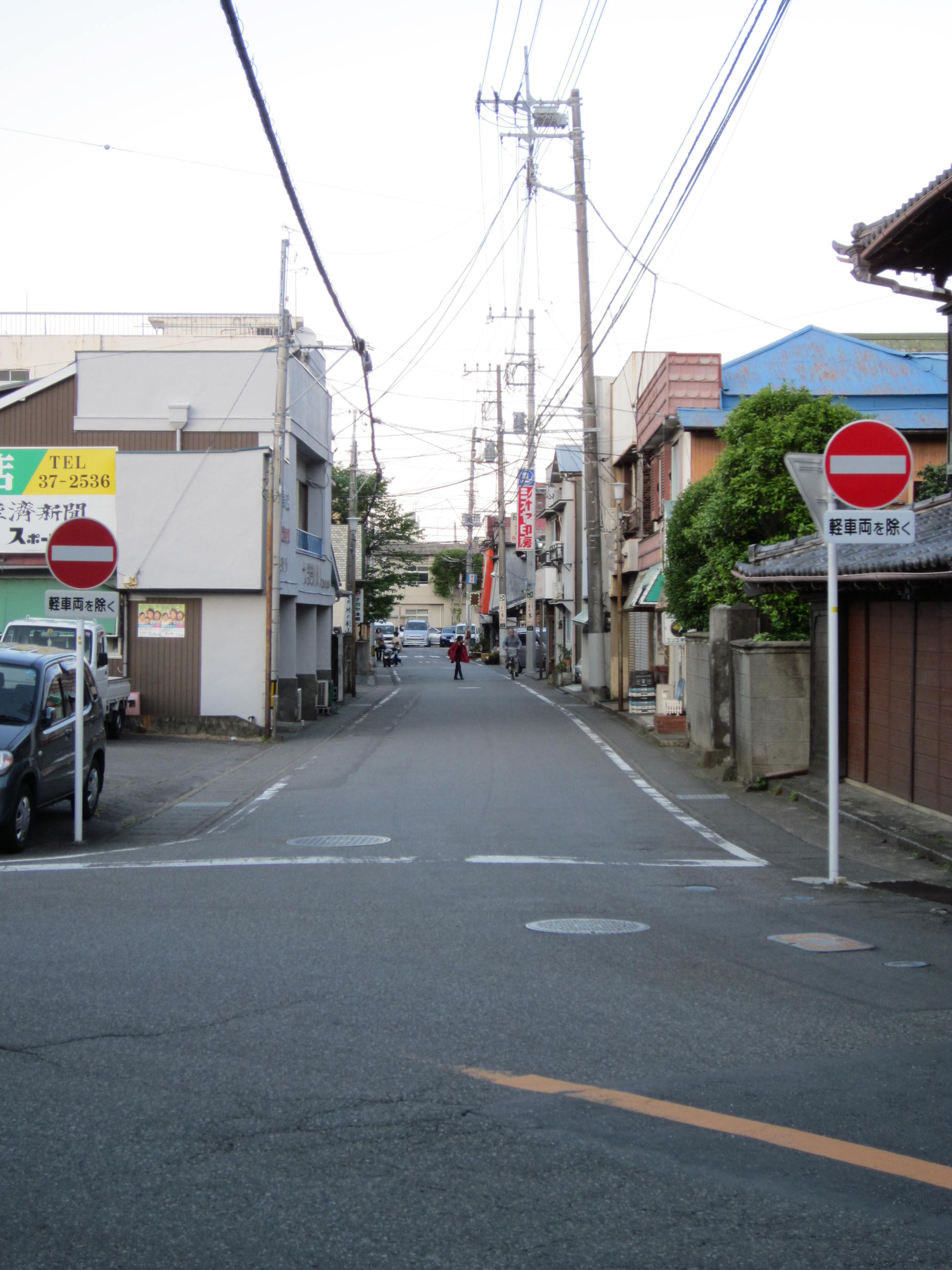
終点の様子

静岡県道110号伊東港線（しずおかけんどう110ごう いとうこうせん）は、静岡県伊東市を通る県道である。

## 概要

### 路線データ
- 起点 : 伊東港[1]
- 終点 : 伊東市竹の内[1]

## 歴史
- 1960年（昭和35年）4月1日 - 県道認定[1]

## 地理

### 通過する自治体
- 静岡県伊東市

### 交差する道路
- 国道135号